# Mainstreet (nummer)
"Mainstreet" is een nummer van de Amerikaanse band Bob Seger & The Silver Bullet Band. Het nummer verscheen op hun album Night Moves uit 1976. Op 18 april 1977 werd het nummer uitgebracht als de tweede single van het album.

## Achtergrond
"Mainstreet" is geschreven door Seger en geproduceerd door Seger en de Muscle Shoals Rhythm Section. De straat waar het nummer over gaat is Ann Street in Ann Arbor, waar Seger opgroeide. Seger vertelde in een interview: "Dat gaat opnieuw terug naar de situatie uit 'Night Moves' waarin ik schreef over mijn high school-jaren in Ann Arbor en hoe het was - de ontdekkingen, de totale naïviteit en frisse openheid die ik doormaakte. Het was alsof ik me ineens bewust werd van mijn leven; daarvoor was ik nogal een stil en eenzaam kind."
"Mainstreet" is geschreven in de toonsoort D. Tijdens live-optredens werd de gitaarintro vervangen door een saxofoonintro. De single werd een nummer 1-hit in Canada, maar kwam in de Verenigde Staten niet verder dan plaats 24. In Nederland werd het een klein succes; het haalde weliswaar de Top 40 niet, maar kwam wel tot de zestiende plaats in de Tipparade.

## NPO Radio 2 Top 2000
| Nummer met noteringen in de NPO Radio 2 Top 2000 | '99 | '00 | '01 | '02 | '03 | '04 | '05 | '06 | '07 | '08 | '09  | '10  | '11  | '12  | '13  | '14  | '15  |
| ------------------------------------------------ | --- | --- | --- | --- | --- | --- | --- | --- | --- | --- | ---- | ---- | ---- | ---- | ---- | ---- | ---- |
| Mainstreet                                       | 874 | -   | 446 | 525 | 801 | 904 | 850 | 972 | 861 | 834 | 1043 | 1009 | 1110 | 1456 | 1611 | 1881 | 1956 |

1. ↑  Een '-' betekent dat het nummer niet was genoteerd en een vetgedrukt getal geeft de hoogste notering aan.
2. ↑  Deze tabel is bijgewerkt tot en met de laatste editie (2024).